# Мей Буш
Енні Мей Буш (англ. Annie Mae Busch; 18 червня 1891 — 20 квітня 1946) — американська акторка австралійського походження. За внесок у кіноіндустрію США удостоєна зірки на Голлівудській алеї слави.

## Біографія
Народилася в місті Мельбурн у родині відомих артистів водевілю. Її батьки багато гастролювали, й у 1896 році прибули до США, де продовжили виступи. Через велику зайнятість батьків Буш віддали до школи при монастирі Св. Єлизавети в Нью-Джерсі. У 12 років приєдналася до виступів батьків.
З 1912 Буш почала сольну кар'єру, граючи в різних водевілях і ревю. У 1912 році прибула до Голлівуду, сподіваючись розпочати кар'єру в кіно. Щоб отримати роль у фільмі «Водна німфа», вона вигадала легенду про те, що жила на Таїті, де навчилася добре плавати та пірнати. У результаті під час зйомок з глибоким зануренням вона зазнала травми й була змушена відмовитися від подальшої участі. У 1915 році знову опинилася в Голлівуді, де підписала контракт із кіностудією «Keystone Studios». За два роки роботи на студії почала стосунки з главою Маком Сеннетом, про які дізналася його наречена акторка Мейбл Норманд, і Буш змушена була залишити Keystone Studios.
У наступні роки співпрацювала з різними кіностудіями, з'явившись у таких картинах, як «Дурні дружини» (1921), «Продажні душі» (1923), «Несвята трійця» (1925) та «Алібі» (1929). У 1927 році Буш знялася в комедії «Люби їх і плач», з чого започаткувала свою багаторічну співпрацю з комедійним дуетом Лорел і Гарді. Разом із ними вона знялася у 13 комедіях, серед яких «Сини пустелі» (1933), «Там, серед пагорбів» (1934) та «Зуб за зуб» (1935). Останні свої ролі вона виконала на початку 1940-х років у фільмах «Дівчата Зігфілда» (1941) та «Божевільний монстр» (1942).
Буш тричі була одружена: з актором Френсісом Макдональдом (1915—1922), Джоном Ірлом Касселлем (1926—1929) та інженером Томасом С. Тейтом з 1936 до своєї смерті.
Енні Мей Буш померла у квітні 1946 року у віці 54 років від раку товстої кишки в одному із санаторіїв долини Сан-Фернандо, де знаходилася попередні 5 місяців. Була кремована, її прах до 1970 року залишався незатребуваним, поки глава Товариства Лорела і Гарді сплатив за її поховання в колумбарії одного з цвинтарів Лос-Анджелеса.

## Вибрана фільмографія
- 1915 — Сімейне життя Мейбл і Фатті / Mabel and Fatty's Married Life
- 1923 — Продажні душі / Souls for Sale
- 1924 — Одружена кокетка / Married Flirts
- 1925 — Несвята трійця / The Unholy Three
- 1928 — Коли місто спить
- 1929 — Алібі
- 1938 — Марія-Антуанетта
- 1946 — Наречена в чоботях